# Saint-Éloi-de-Fourques
Saint-Éloi-de-Fourques település Franciaországban, Eure megyében. Lakosainak száma 548 fő (2022. január 1.). Saint-Éloi-de-Fourques Malleville-sur-le-Bec, Saint-Philbert-sur-Boissey, Saint-Denis-des-Monts, Les Monts du Roumois, Le Bosc-du-Theil és Saint-Paul-de-Fourques községekkel határos.

## Népesség
A település népessége az elmúlt években az alábbi módon változott:
| Lakosok száma | 284  | 311  | 360  | 414  | 487  | 506  | 522  | 538  | 543  | 548  |
|               | 1968 | 1982 | 1990 | 2006 | 2013 | 2015 | 2017 | 2019 | 2020 | 2022 |